# Anatolij Jakovlevics Kukszov
Anatolij Jakovlevics Kukszov, ukránul: Анатолій Якович Куксов, oroszul: Анатолий Яковлевич Куксов (Vorosilovgrád, 1949. november 21. – Luhanszk, 2022. január 4.) olimpiai bronzérmes szovjet válogatott ukrán labdarúgó, középpályás, edző.

## Pályafutása

### Klubcsapatban
1966 és 1985 között a Zarja Vorosilovgrád labdarúgója volt, ahol 1972-ben szovjet bajnoki címet nyert a csapattal.

### A válogatottban
1972-ben nyolc alkalommal szerepelt a szovjet válogatottban. Részt vett az 1972-es müncheni olimpián, ahol bronzérmet szerzett a csapattal.

### Edzőként
1986 és 1990 között a Zarja Vorosilovgrád segédedzőként kezdte edzői pályafutását. 1990 és 1993 között a Zorja Luhanszk, 1994-ben a Metalurh Zaporizzsja, 1995–96-ban az Azovec Mariupol vezetőedzője volt. 1996–97-ben ismét a Zorja, 2001–02-ben az Avanhard Rovenyki, 2007–08-ban a Komunalnyik Luhanszk, 2010 és 2013 között a Hirnyik Rovenyki szakmai munkáját irányította. 2015-ben a Luganszki Népköztársaság válogatottjának a szövetségi kapitánya volt.

## Sikerei, díjai
Szovjetunió
- Olimpiai játékok
  - bronzérmes: 1972, München

 Zarja Vorosilovgrád
- Szovjet bajnokság
  - bajnok: 1972

## Statisztika

### Mérkőzései a szovjet válogatottban
| Szovjetunió | Szovjetunió         | Szovjetunió                            | Szovjetunió   | Szovjetunió | Szovjetunió | Szovjetunió               | Szovjetunió | Szovjetunió |
| #           | Dátum               | Helyszín                               | Hazai         | Eredmény    | Vendég      | Kiírás                    | Gólok       | Esemény     |
| ----------- | ------------------- | -------------------------------------- | ------------- | ----------- | ----------- | ------------------------- | ----------- | ----------- |
| 1.          | 1972. július 2.     | Belo Horizonte, Estádio Mineirão (BRA) | Argentína     | 1 – 0       | Szovjetunió | Brazil függetlenségi kupa | -           |             |
| 2.          | 1972. július 6.     | Belo Horizonte, Estádio Mineirão (BRA) | Portugália    | 1 – 0       | Szovjetunió | Brazil függetlenségi kupa | -           |             |
| 3.          | 1972. augusztus 6.  | Stockholm, Råsunda Stadion             | Svédország    | 4 – 4       | Szovjetunió | barátságos                | -           |             |
| 4.          | 1972. augusztus 28. | Regensburg, Jahnstadion (FRG)          | Burma         | 0 – 1       | Szovjetunió | olimpiai csoportkör       | -           |             |
| 5.          | 1972. augusztus 30. | München, Olimpiai Stadion (FRG)        | Szudán        | 1 – 2       | Szovjetunió | olimpiai csoportkör       | -           |             |
| 6.          | 1972. szeptember 1. | Regensburg, Jahnstadion (FRG)          | Mexikó        | 1 – 4       | Szovjetunió | olimpiai csoportkör       | -           |             |
| 7.          | 1972. szeptember 5. | Augsburg, Rosenaustadion (FRG)         | Lengyelország | 2 – 1       | Szovjetunió | olimpiai középdöntő       | -           | 87'         |
| 8.          | 1972. szeptember 8. | Augsburg, Rosenaustadion (FRG)         | Dánia         | 0 – 4       | Szovjetunió | olimpiai középdöntő       | -           |             |
|             | Összesen            |                                        |               | 8           | mérkőzés    |                           | 0           | gól         |